# Nephila jurassica
Nephila jurassica este o specie fosilă de păianjeni țesători sferici aurii. Singurul exemplar a fost descoperit în straturi de roci vulcanice în nord-estul Chinei, datând aproximativ din Jurasicul Mediu, 165 mln ani în urmă. Este cel mai mare reprezentat fosil al familiei Nephilidae, cu o lungime a copului de 5 cm, iar dacă să adăugăm și lungimea picioarelor atunci dimensiunea păianjenului va ajunge la 15 cm . 